# Котанов, Фёдор Евгеньевич
Фёдор (Фотис) Евгеньевич Котанов (23 марта [4 апреля] 1914 — 15 сентября 1993) — Герой Советского Союза, участник Великой Отечественной войны, во время войны командир 384-го отдельного Николаевского Краснознамённого батальона морской пехоты, майор.

## Биография
Ранние годы
Фотий (Федор) Котанов родился 13 февраля 1913 года в селе Неон-Хараба, Цалкского района Грузии в многодетной семье Евгения Георгиевича и Анастасии Саввичны Котановых. Цалкское нагорье — место компактного расселения понтийских греков в Грузии, впоследствии получивших известность как цалкинские греки. У Фотия было пять братьев и четыре сестры. Семья Котановых, как и большинство семей села, относилась к небогатым крестьянам. С ранних лет Фёдор начал трудиться — пас овец, помогал по хозяйству. Окончил 4 класса школы. В 1933 году окончил Бакинскую пехотную школу.
Служба в рядах Красной Армии
После окончания Бакинской пехотной школы служил командиром взвода и разведроты в горно-стрелковых полках Закавказского военного округа. В 1937 году подразделение Котанова было переведено на Дальний Восток и включено в состав Тихоокеанского флота.
В июле 1938 года Котанов был арестован органами НКВД по обвинению в контрреволюционной деятельности. Через девять месяцев, феврале 1939 года, арест был признан необоснованным, Котанова освободили и восстановили на службе. В том же 1939 году Котанов был переведён в Севастополь командиром стрелкового батальона береговой службы Черноморского флота, где и встретил Великую Отечественную войну.
Во время обучения в Бакинской пехотной школе Котанов подружился с сокурсником Иваном, уроженцем греческого села Чердаклы под Мариуполем. Иван познакомил Фёдора со своей сестрой Александрой, позже они поженились. У четы Фёдора Котанова и Александры Чертыл в 1937 году на Дальнем Востоке родился сын Валерий и в 1940 году в Севастополе — дочь Флора.
Участие в Великой Отечественной войне
Котанов — участник обороны Севастополя, был комбатом стрелкового батальона береговой службы. Получил тяжёлую контузию и эвакуирован в тыл. После госпиталя назначен преподавателем на курсах переподготовки офицеров, но пробыл в этой должности недолго.
В конце 1942 года Котанов назначен начальником штаба легендарного отряда Цезаря Куникова. Уже отличившийся в обороне Темрюка и Керчи, отряд Куникова был переукомплектован для выполнения операции «Море». Отряд формировался из добровольцев — солдат и офицеров, проявивших себя на фронте. В ночь с 3 на 4 февраля 1943 года, в ходе Южно-Озерейской десантной операции, Котанов в числе первых вместе с отрядом произвёл высадку с моря на занятом врагом и сильно укрепленном побережье в районе Новороссийска у поселка Алексино (ныне в Южном районе города). Стремительными действиями морские пехотинцы выбили врага из опорных пунктов и сумели закрепиться на захваченном плацдарме, получившем в дальнейшем известность как «Малая земля». В течение нескольких дней десантники отбивали яростные атаки противника. После ранения Куникова Котанов принял командование на себя. За выполнение боевых задач во время операции Котанов был награждён орденом Красного Знамени.
В начале апреля 1943 года капитан Котанов был назначен командиром 384-го отдельного батальона морской пехоты Одесской военно-морской базы Черноморского флота.
Таганрогский десант. В ночь с 29 на 30 августа 1943 года в районе село Безыменное — хутор Весёлый к западу от Таганрога, под командованием командира десанта — комбата майора Котанова и начальника штаба — лейтенанта Ольшанского был десантирован отряд 384-го отдельного батальона морской пехоты в составе 157 бойцов. Произведя незаметную для противника высадку, морпехи уничтожили вражеские огневые точки береговых укреплений, после чего атаковали расположенный в селе Безыменное немецкий гарнизон. В ходе ночного боя немецкий гарнизон был выбит из села, а также рассеяны скопившиеся в селе отступающие немецкие и румынские части. В эту ночь десантом под командованием Котанова было уничтожено до 200 солдат и офицеров противника, сожжено 187 грузовых машин, 52 конные повозки, пять складов, три брошенных экипажами танка. Захвачены и взорваны 6 орудий и радиостанция. Утром 30 августа выполнивший свою задачу десант был снят и возвращён в Ейск. Через несколько часов этот же десант, уже не встречающий сопротивления отступающих из Таганрога немцев, занял городской порт и расположенные в нём корабли. За эту операцию Котанов был награждён вторым орденом Красного Знамени.

## Память
- На историческом Параде Победы 24 июня 1945 года на Красной площади Фёдор Котанов командовал сводным батальоном моряков-черноморцев[5].
- 7 сентября 1987 года за большой вклад в освобождение города Мариуполя от немецко-фашистских захватчиков Котанову было присвоено звание «Почётный гражданин города Мариуполя».
- Имя Ф. Е. Котанова носит средняя общеобразовательная школа села Урзуф, Донецкой области[6].
- В честь Ф. Е. Котанова были названы улицы в Новороссийске[7], Кабардинке[8] и Санкт-Петербурге[9].
- Уже после смерти героя, стараниями однополчан к 50-летию Победы была издана книга воспоминаний Котанова «Морской батальон»[10].

## Награды
- Звание Герой Советского Союза.
- Два Ордена Ленина.
- Три Ордена Красного Знамени.
- Орден Суворова III-й степени.
- Орден Александра Невского.
- Орден Отечественной войны I-й степени.
- Орден Красной Звезды.